# Aldein
Aldein (em italiano Aldino; até 1955 Valdagno) é uma comuna italiana da região do Trentino-Alto Ádige, província de Bolzano, com cerca de 1.657 habitantes. Estende-se por uma área de 63 km², tendo uma densidade populacional de 26 hab/km². Faz fronteira com Bronzolo, Carano (TN), Daiano (TN), Montagna, Nova Ponente, Ora, Trodena, Varena (TN).

## Demografia
| Variação demográfica do município entre 1861 e 2011                               |
|                                                                                   |
| Fonte: Istituto Nazionale di Statistica (ISTAT) - Elaboração gráfica da Wikipedia |